# Нюшма
Нюшма — река в России, протекает по Тотемскому району Вологодской области. Устье реки находится в 47 км от устья реки Вожбал по левому берегу. Длина реки составляет 23 км.
Исток находится в 1,5 км к югу от деревни Мосеево (центр муниципального образования «Мосеевское») и в 25 км к северо-западу от Тотьмы. Нюшма течёт на юго-запад, по лесистой, ненаселённой местности. Населённых пунктов по берегам нет. Впадает в Вожбал в 5 километрах к юго-востоку от посёлка Крутая Осыпь.

## Данные водного реестра
По данным государственного водного реестра России относится к Двинско-Печорскому бассейновому округу, водохозяйственный участок реки — Северная Двина от начала реки до впадения реки Вычегда, без рек Юг и Сухона (от истока до Кубенского гидроузла), речной подбассейн реки — Сухона. Речной бассейн реки — Северная Двина.
Код объекта в государственном водном реестре — 03020100312103000008053.